# Caille arlequin
Coturnix delegorguei
Espèce
Statut de conservation UICN

 LC  : Préoccupation mineure
La Caille arlequin (Coturnix delegorguei) est une espèce d'oiseaux de la famille des Phasianidae.

## Description
Cet oiseau mesure 15 à 17 cm de longueur. Il présente un dimorphisme sexuel : le mâle présente des dessins sur la gorge absents chez la femelle.

## Distribution
La Caille arlequin vit en Afrique sub-saharienne, en évitant les zones forestières. Elle y est erratique à migrante dans toute la partie ouest et centrale ainsi qu’en Arabie saoudite. On la rencontre aussi en Afrique de l’est et du Sud. Elle est résidente à São Tomé (îles Chocolat) dans le Golfe de Guinée. C’est un visiteur d’été dans la partie ouest de Madagascar. De rares observations ont été faites jusqu’au nord du Sénégal (Hennache & Ottaviani 2011).

## Sous-espèces
D'après la classification de référence (version 5.2, 2015) du Congrès ornithologique international, cette espèce comprend les trois sous-espèces suivantes :
- C. d. delegorguei Delegorgue, 1847 est la forme nominative.
- C. d. histrionica Hartlaub, 1849 est inféodée à São Tomé. Elle est plus foncée que la forme nominative.
- C. d. arabica  Bannerman, 1929, est plus claire que la forme nominative et vit dans le sud-ouest de l’Arabie.

## Habitat
La Caille arlequin fréquente les étendues herbeuses, cultivées ou non, les savanes arbustives, les bords de fleuves, les plaines alluviales. On la trouve généralement au-dessous de 1 200 m bien qu’il y en ait eu des observations à 2 000 m dans le sud de l’Afrique (Urban et al. 1986). Langrand (1990) la signale toujours à moins de 200 m d’altitude à Madagascar.

## Mœurs
La Caille arlequin a un comportement très semblable à celui de la Caille des blés (Coturnix coturnix), avec laquelle on la rencontre parfois, bien que les deux espèces ne s’hybrident pas et que la seconde monte à des altitudes plus élevées. Elle est aussi plus grégaire que la Caille des blés et il n’est pas rare de rencontrer des groupes d’une vingtaine d’oiseaux voire beaucoup plus en période migratoire, jusqu’à 200. À l’instar de la Caille nattée (C. coromandelica), la Caille arlequin est nomade, ses déplacements dépendant des pluies ; elle se disperse dans une région dès l’arrivée des pluies pour s’y reproduire puis s’y répandre par groupes de une ou plusieurs familles. Dans le sud de l’Afrique ces cailles arrivent en octobre puis remontent vers le nord en avril, après avoir effectué une mue postnuptiale (Hennache & Ottaviani 2011).

## Nidification
La saison de reproduction dépend de la latitude et de la saison des pluies : avril à juin en Éthiopie, Juillet au Soudan, août à septembre au Zaïre, novembre à décembre en Tanzanie, janvier à mars au Zimbabwe, toute l’année à São Tomé. Le mâle est monogame, parfois bigame ; il devient très pugnace en période de reproduction, n’hésitant pas à se battre violemment avec des concurrents à grand renforts de coups de bec et de sauts en l’air (Urban et al. 1986).

## Statut, conservation
La Caille arlequin n’est pas considérée comme menacée. Elle est commune dans toute son aire de répartition bien qu’il y ait d’importantes fluctuations de population d’une année à l’autre.